# 一番町商店街 (徳島市)

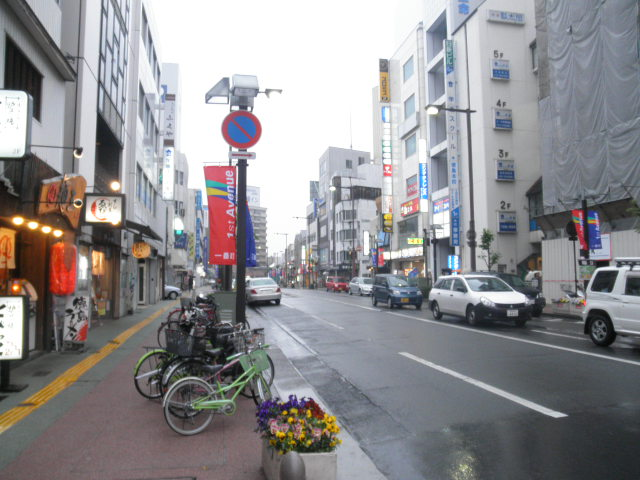
一番町商店街。駅側から、2011年。

一番町商店街（いちばんちょうしょうてんがい）は、徳島県徳島市一番町を中心とした、JR徳島駅前の商店街である。

## 概要
他の街路に対し斜めになっており、徳島駅前のバスロータリーから南東に伸び、国道192号の八百屋町交差点に斜めに入り5叉路をなす。この街路は戦後開削された。
近隣に大型商業施設が立ち並び、1998年（平成10年）に明石海峡大橋が完成したのと同時に、駅側の入り口近くに高速バスの乗降場ができたため、非常に人通りが多くなった。
シンボルカラーは紫・青・赤。街灯のポールには「四国の玄関 徳島 一番町商店街」と書かれている。

## 住所
↑徳島駅前
- 寺島本町東3（一部）
- 一番町3
- 一番町2
- 八百屋町2（一部）

↓八百屋町交差点

## 沿革
- 1949年 - 一番町々内会が発足。
- 1965年 - 一番町商店会に改組。
- 1984年 - 徳島駅前一番町商店街振興組合を設立。
- 1990年 - 電線地中埋設（Cab工事）が完成。

## 徳島駅前一番町商店街振興組合
- 徳島市寺島本町東3丁目6番地